# Asterix i wikingowie
Asterix i wikingowie (franc. Astérix et les Vikings, duń. Asterix og vikingerne) – francuska komedia animowana z 2006 roku.

## Fabuła
Grupa nieustraszonych wikingów udaje się na podbój wioski Galów. Chcą odnaleźć i uprowadzić najbardziej strachliwego człowieka na świecie, tzw. czempiona strachu, który ma nauczyć ich latać. Doszły ich bowiem słuchy, że strach dodaje ludziom skrzydeł. W tym samym czasie Asterix i Obeliks w pocie czoła kształtują charakter Trendiksa, bratanka wodza. Stoją przed zadaniem uczynienia z maminsynka prawdziwego mężczyznę. Gdy jednak tchórzliwy Trendix wpada w ręce wikingów, Asterix z Obeliksem nie będą stali z założonymi rękoma. Nieoczekiwanie do akcji wkracza Abba, piękna córka wodza wikingów.

## Obsada głosowa
- Roger Carel –
  - Asteriks,
  - Idefiks
- Jacques Frantz – Obeliks
- Lorànt Deutsch – Trendiks
- Sara Forestier – Abba
- Pierre Palmade – Kryptograf
- Pierre Tchernia – narrator
- Bernard Alane – Kakofoniks
- Marc Alfos – Paragraf
- Patrick Borg – Caraf
- Philippe Catoire – Nescaf
- Bruno Dubernat – Telegraf
- Luc Florian – Faniks
- Stéphane Fourreau – Olibrius
- Marion Game – Dobromina
- Vincent Grass – Asparanoiks
- Med Hondo – pirat na bocianim gnieździe
- Bernard Métraux – Ahigieniks
- Victor Naudet – wikiński chłopiec #2
- Pascal Renwick – Tenautomatiks
- Gérard Surugue – Długowieczniks
- Roland Timsit – Abribus
- Barbara Tissier – Esemesiks
- Michel Vigné – Olaf
- Vania Vilers – Panoramiks
- Brigitte Virtudes – Vikea
- Jules Azem – wikiński chłopiec #1
- Estelle Simon – Galijki
- Stevens Thuilier – Galowie[1]